# دینا فیوکس
دِینا فیوکس (انگلیسی: Dana Fuchs؛ زادهٔ ۱۰ ژانویهٔ ۱۹۷۶) خواننده و ترانه‌پرداز اهل ایالات متحده آمریکا است. اجرایش در از این‌سو تا آن‌سوی دنیا مورد توجه قرار گرفت.